# Lac Pielinen
Pour l’article homonyme, voir Pielisjärvi.
Le lac Pielinen, (en finnois : Pielisjärvi), est un lac finlandais situé dans la région de Carélie du Nord de la province de Finlande-Orientale,.

## Géographie

### Le lac
Avec 894,21 km2 de superficie, le lac Pielinen est le quatrième plus grand lac de Finlande et le plus grand de la région de Carélie du Nord.
Le Pielinen mesure 104 kilomètres de long et 30 kilomètres de large. 
Son volume est de 8 999 millions de m3 ou 9,0 km3. 
La profondeur moyenne du lac est de 10,1 mètres et la profondeur maximale est de 61 mètres. Le point le plus profond est situé près de l'île de Paalasmaa,,.
Le Pielinen draine son eau sur une superficie d'environ 21 000 km2, plus de la moitié se trouve dans le Kainuu et en Carélie du Nord et environ 43% en république de Carélie. 
Le lac appartient au réseau hydrographique de la Vuoksi.
Il est partagé entre les municipalités de Nurmes, Lieksa et Juuka. Les centres-villes de Nurmes et Lieksa sont situés sur la rive Est, le mont Koli et le parc national du même nom dominent la rive Ouest.

### Îles
Le lac compte 1491 îles dont la superficie totale est de 14 715 ha, soit environ 14,1% de la superficie totale du lac.
Parmi ces îles, 26 mesurent plus d'un kilomètre carré, 288 mesurent plus d'un hectare, 1 103 mesurent plus d'un are et les 74 autres mesurent moins d'un are. 
Les plus notables sont Paalasmaa (2 714 ha), Kynsisaari (1 350 ha), Porosaari (1 029 ha), Toinensaari (820 ha), Iso Ristinsaari, Koveronsaari, Hattusaari, Satjanko et Kelvänsaari,.

### Bassins
À l'extrémité nord du lac se trouvent deux bassins du lac. 
Lautiainen, qui mesure 8,7 kilomètres de long et 2,7 kilomètres de large, est derrière Akkonsalmi dans le village Porokylä de Nurmes et le Nurmesjärvi mesurant seulement 2,1 kilomètres de long  est juste derrière Mikonsalmi à l'est du centre-ville de Nurmes. 
Les lacs Kuokkastenjärvi (6 km2) et Lautiainen-Nurmesjärvi (13 km2), qui sont au même niveau que le Pielinen, sont considérés comme étant des bassins du Pielinen.
La rivière Saramojoki se déverse dans le Lautiainen à Ylikylä,.

### Nature
Le rivage du lac est long de 1 718 kilomètres, dont la longueur totale du littoral des îles compte pour de 948 kilomètres.
Sur la rive sud-ouest du lac se trouvent la montagne Koli et Parc national de Koli. 
Les villes de Lieksa et Nurmes et le village de Juuka sont situés sur les rives du Pielinen. 
Au sud, sur les rives du Rukavesi, se trouve l'agglomération Uimaharju de Joensuu,,.

## Galerie

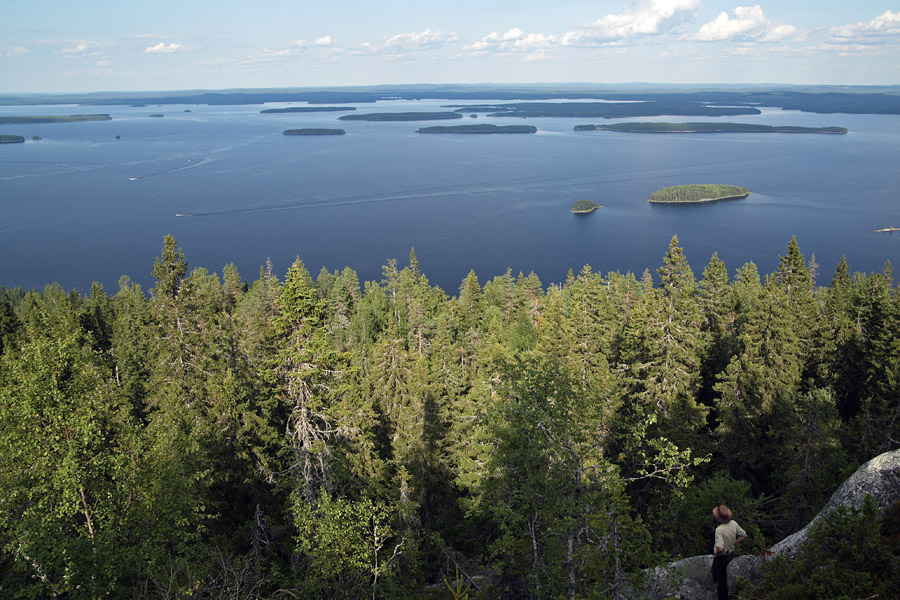
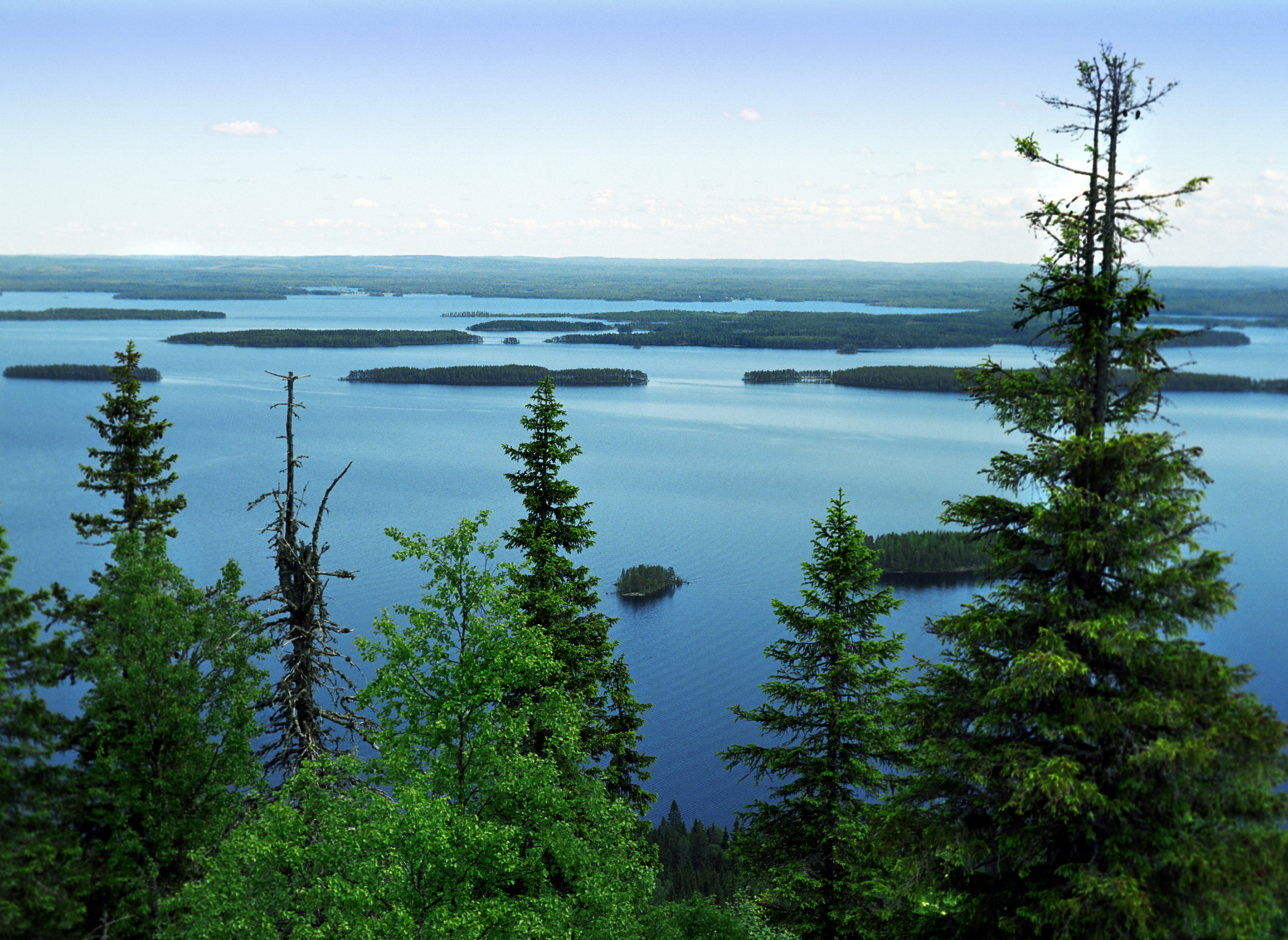
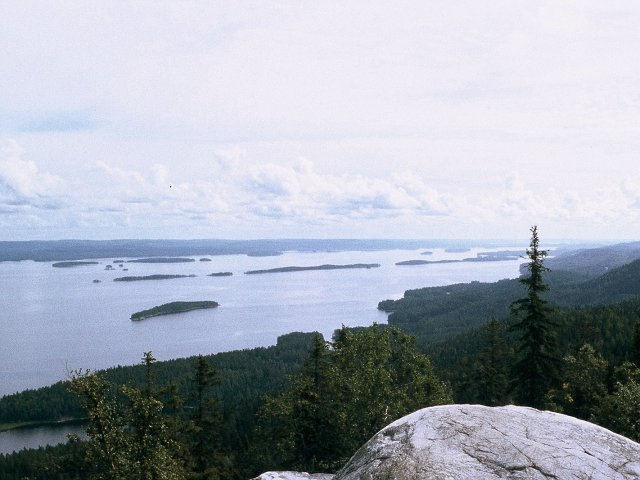
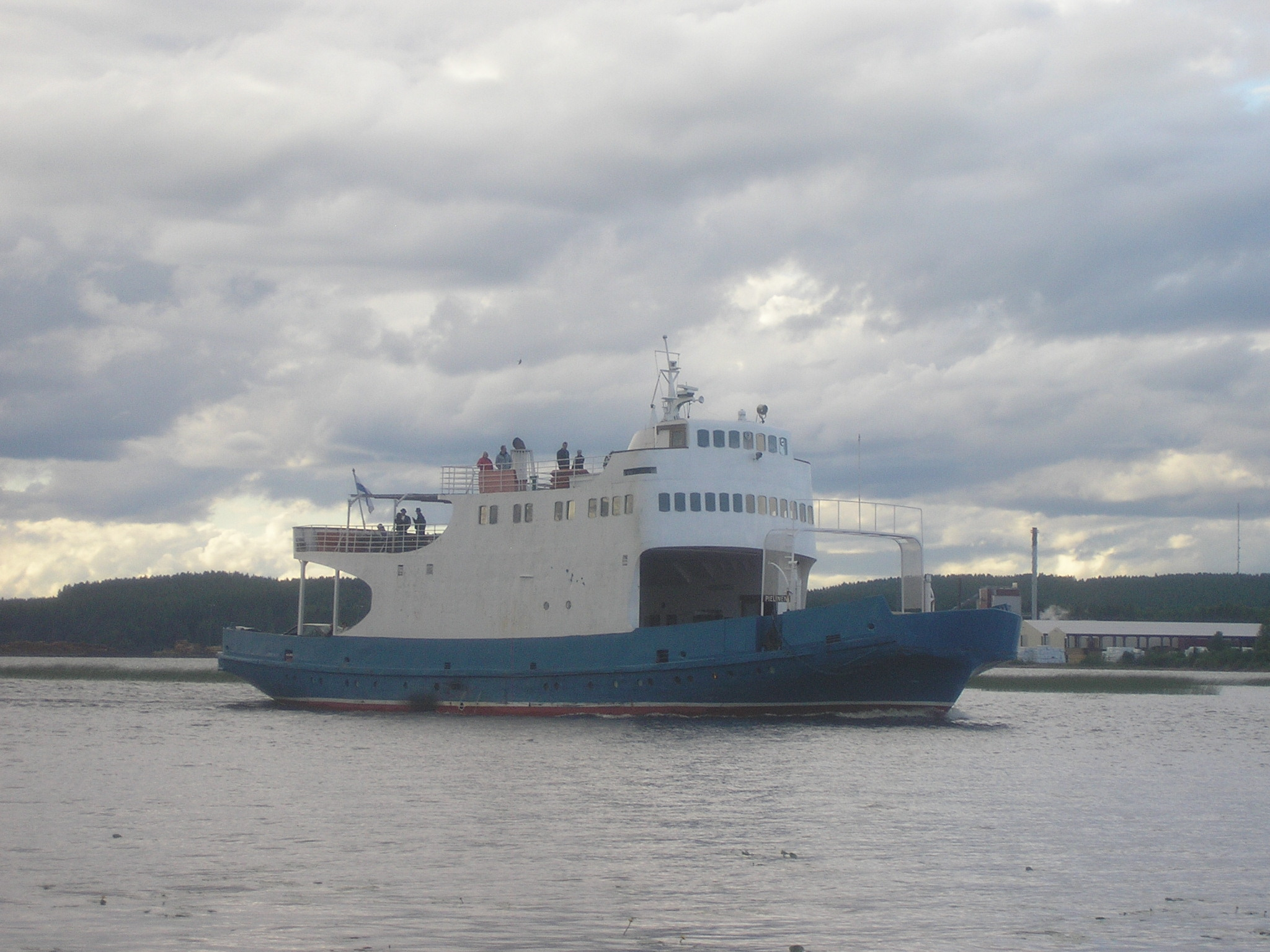
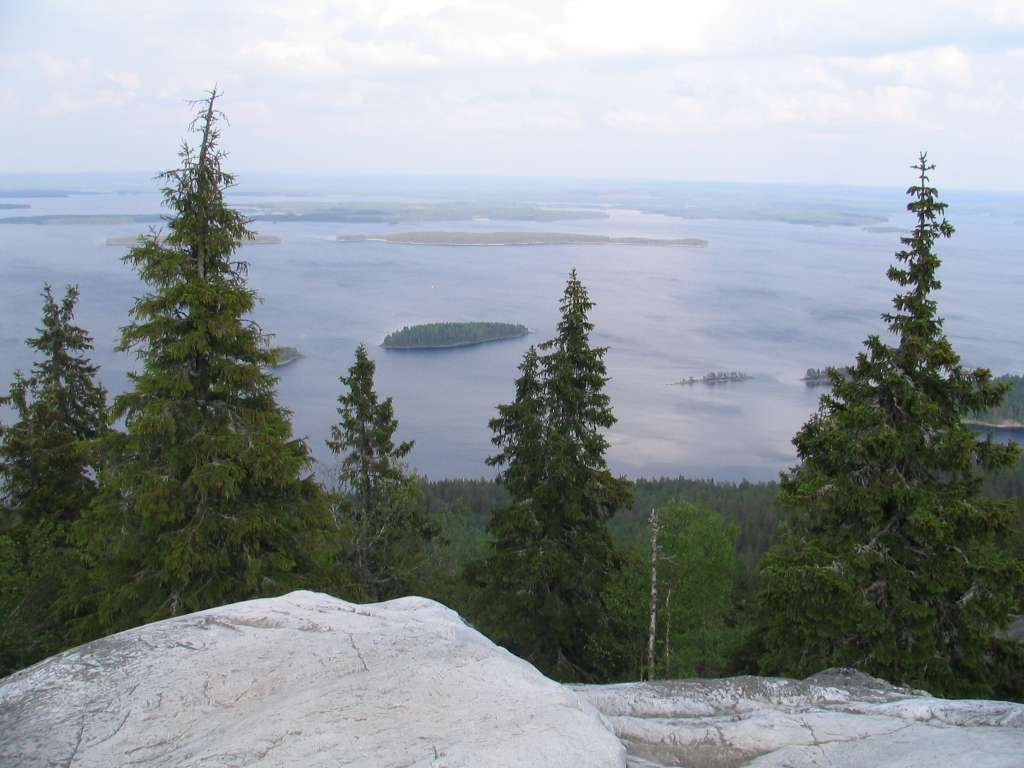
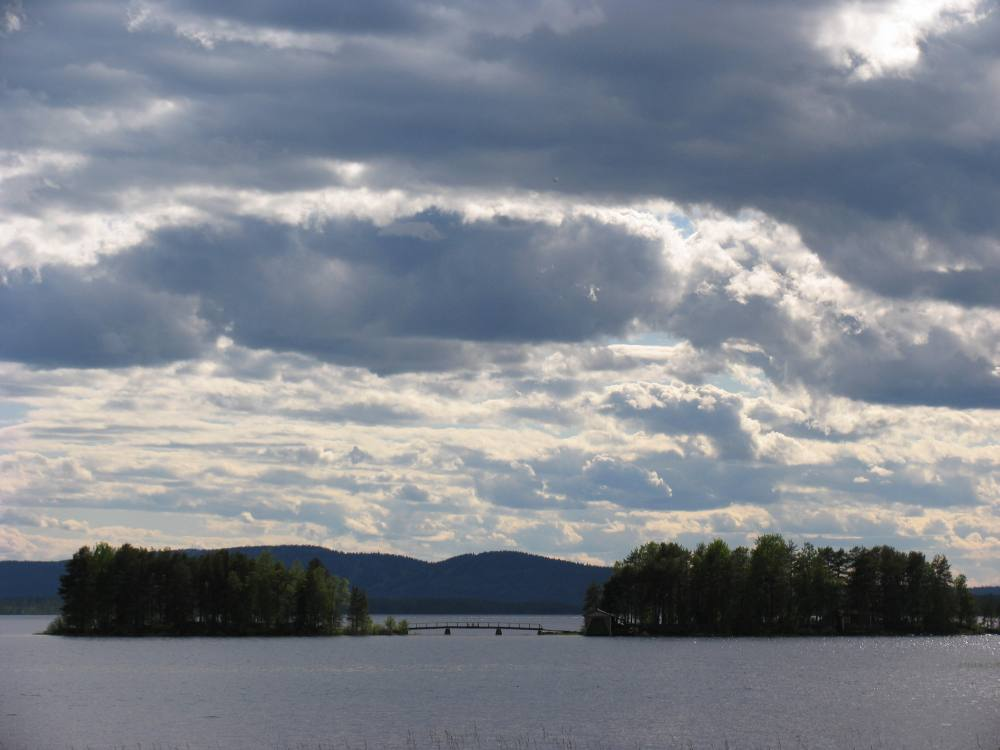
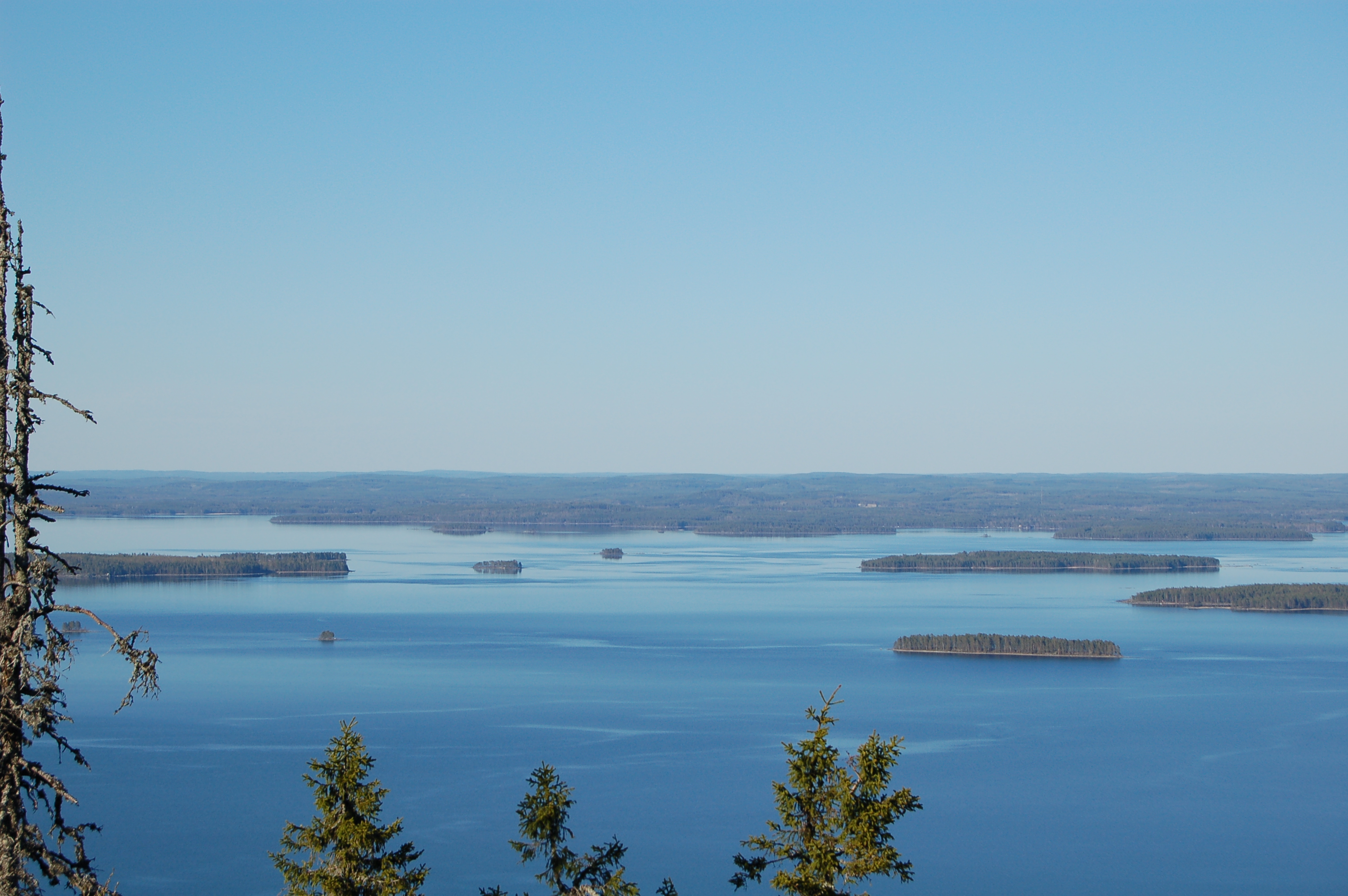